# Serdedelo
Serdedelo é uma povoação portuguesa sede da Freguesia de Serdedelo do Município de Ponte de Lima, freguesia com 6,85 km² de área e 429 habitantes (censo de 2021), tendo, por isso, uma densidade populacional de 62,6 hab./km².

## Demografia
A população registada nos censos foi:
| Distribuição da População por Grupos Etários | Distribuição da População por Grupos Etários | Distribuição da População por Grupos Etários | Distribuição da População por Grupos Etários | Distribuição da População por Grupos Etários |
| -------------------------------------------- | -------------------------------------------- | -------------------------------------------- | -------------------------------------------- | -------------------------------------------- |
| Ano                                          | 0-14 Anos                                    | 15-24 Anos                                   | 25-64 Anos                                   | > 65 Anos                                    |
| 2001                                         | 95                                           | 72                                           | 240                                          | 93                                           |
| 2011                                         | 69                                           | 61                                           | 243                                          | 91                                           |
| 2021                                         | 42                                           | 46                                           | 214                                          | 127                                          |